# Станари
Станари су насељено мјесто и сједиште истоимене општине у сјеверном дијелу Републике Српске, Босна и Херцеговина. По попису становништва из 2013, а према коначним подацима за Републику Српску које је издао Републички завод за статистику, у насељу Станари је живјело 1.015 лица.

## Историја
До 1958. године Станари су били самостална општина.

## Географија
Насеље се налази у сливу ријеке Укрине на сјеверу Републике Српске.

## Привреда
Станари су познати по руднику лигнита и по термоелектрани. Рудник је и основни извор прихода мештана. Влада Републике Српске је 11. новембра 2011. издала одобрење за изградњу Термоелектране Станари. Предвиђено је да термолектрана буде снаге 300 мегават часова (MWh) и да годишње производи два милиона MWh електричне енергије.

## Спорт
Насеље је сједиште фудбалског клуба Рудар, као и истоименог рагби клуба.

## Образовање
Прва школа је отворена 1896. године.
У самом насељу налази се деветоразредна Основна школа „Десанка Максимовић”. На подручју Станара не постоји средњошколска установа, па овдашњи ђаци школовање најчешће настављају у Добоју.

## Религија и култура
У Станарима се налази православна црква посвећена Светој Петки Параскеви, изграђена 1924. године. У насељу постоји споменик погинулим борцима из Другог свјетског рата, као и два споменика погинулим борцима из Грађанског рата у Босни и Херцеговини.

## Становништво
| Националност       | 2013. | 1991. | 1981. | 1971. | 1961. |
| Срби               | 997   | 1.204 | 1.143 | 1.176 |       |
| Хрвати             | 8     | 20    | 13    | 17    |       |
| Муслимани          | 0     | 1     | 2     | 3     |       |
| Југословени        | 4     | 45    | 89    | 7     |       |
| остали и непознато | 6     | 29    | 54    | 21    |       |
| Укупно             | 1.015 | 1.299 | 1.301 | 1.224 | '     |